# Ачигсырт
Ачигсырт — вершина передового Сабново-Джалганского хребта Большого Кавказа в России (Дагестан). Высота 585 м. Отличается чрезвычайной крутизной склонов.

## Географическое положение
Гора расположена на стыке Предгорного Дагестана и Приморской низменности.
Расположена к западу от города Дербента и к югу от села Сабновы.
К югу от Ачигсырта находится гора Джалган.
На восточном склоне горы, над Дербентом, располагается цитадель «Нарын-Кала».

## Этимология
В переводе с азербайджанского языка слово «ачигсырт» означает «открытый, незаросший гребень».